# Acantholimon vedicum
Acantholimon vedicum är en triftväxtart som beskrevs av Mirzoeva. Acantholimon vedicum ingår i släktet Acantholimon och familjen triftväxter. Inga underarter finns listade i Catalogue of Life.